# AZF
AZF era el nombre de una factoría química cerca de Toulouse, Francia, que explotó el 21 de septiembre de 2001. En la primavera de 2004 un grupo terrorista adoptó el mismo nombre y extorsionó al gobierno francés bajo la amenaza de explotar bombas en vías ferroviarias si no complacían sus peticiones económicas.

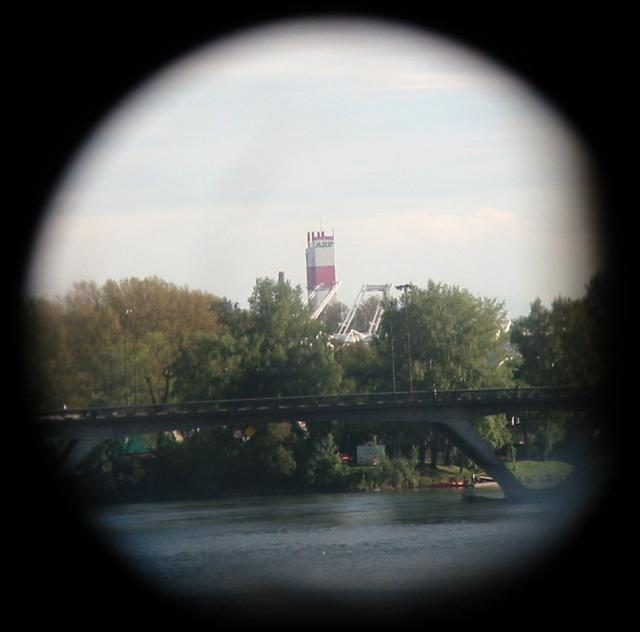

El 21 de febrero de 2004, el descubrimiento de explosivos ocultos en la vía férrea París-Toulouse disparó todas las alarmas y dio mucha credibilidad a AZF. Todos los cuerpos de seguridad franceses fueron movilizados de inmediato: las secciones antiterroristas y de lucha contra el crimen organizado y todos los servicios de información. En total, se movilizaron más de 600 investigadores, e incluso la armada, con el dispositivo central llamado Nedex, especializado en la neutralización y la destrucción de explosivos.
Al día siguiente, el Ministerio del Interior francés se reunió en un gabinete de crisis junto con todos los jefes de los servicios de policía. "La amenaza es particularmente temible", señaló Claude Guéant, director del gabinete del Ministro del Interior, Nicolas Sarkozy. Se trata de un sistema ingenioso pero rudimentario, con piezas adquiridas en cualquier comercio y otras piezas fabricadas a mano. El explosivo es una mezcla de nitrato de amonio y de fuel-oil, cuya potencia es un 25% superior a la del TNT. Los artificieros del Laboratorio Central de la Prefectura de Policía de París probaron la carga el 23 de febrero: la onda expansiva arrancó una sección de raíl de 78 centímetros, proyectándola a una treintena de metros, una explosión suficiente como para hacer descarrilar un tren de alta velocidad. Había que tener en cuenta también la experiencia de los saboteadores en la elección del lugar de colocación de su bomba. El lugar donde se hallaba el artefacto fue indicado a los poderes públicos, con su posición exacta, mediante las coordenadas GPS: "El explosivo estaba tan bien disimulado que los policías habían pasado por encima de él sin darse cuenta", reveló una fuente cercana a la investigación. Los policías se preguntaban si los terroristas querían verdaderamente hacer explotar la bomba o si buscaban, simplemente, hacerse creíbles y temibles, con el fin de que el Estado les entregase los 4 millones de euros y el millón de dólares que reclamaban.
AZF no sólo se conformó con colocar una bomba que no explotó, también pidió un adelanto, pero no acudió a la cita para recoger el dinero. La víspera, la policía y el ejército habían ensayado minuciosamente la maniobra bautizada como Operación Zorro. El 1 de marzo, un helicóptero despegó de la base militar francesa de Villacoublay. El jefe de la Oficina Central de la Represión de Bandas Organizadas coordinó la operación junto con el jefe del RAID, con varios cientos de policías desplegados. A las 17:20 horas, una voz femenina contactó con el Ministerio del Interior y el Gobierno ordenó despegar al helicóptero portando dos grandes sacas de correos con 2 millones de dólares y un millón y medio de euros, respectivamente. El helicóptero debía seguir la autovía y recorrer varios kilómetros hasta que divisara una lona azul, sobre la que debía aterrizar y dejar los sacos. Además, la citada voz femenina avisó: "Tened cuidado con las líneas eléctricas."
Debido a que era de noche, el helicóptero no dio con la lona azul, así que tuvieron que esperar hasta el día siguiente por la mañana para que un avión militar localizara el lugar del rescate. Según fuentes cercanas a la investigación, la sirena de uno de los vehículos de la policía se encendió involuntariamente. Sin embargo, los expertos en terrorismo creen que ningún miembro de AZF se desplazó hasta el lugar. "Sobre todo teniendo en cuenta los medios desplegados, comenzando por el avión-radar Awacs que vigilaba la zona; si alguien hubiera venido, lo hubiéramos sabido", afirmó un policía. Es extraño que los chantajistas hayan elegido un lugar tan arriesgado como una amplia explanada para la cita.
Posteriormente, el enigmático contacto entre los terroristas y el Gobierno francés a través de anuncios breves en algunos diarios galos se interrumpió y ninguna de las amenazas anunciadas se llevó a cabo. 
Los especialistas encargados del caso, bajo la dirección de Jean-Louis Bruguiere y Philippe Coirre, se limitan por ahora a examinar los pocos indicios que poseen: existen las cartas de AZF, creadas por ordenador y selladas en varios puntos de la región de París, Melun y Maisons-Laffitte; en segundo lugar, las siglas adoptadas por los chantajistas conducen a la fábrica química de Toulouse del mismo nombre, cuya explosión (que tuvo lugar el 21 de septiembre de 2001, sólo diez días después del atentado contra las Torres Gemelas de Nueva York) causó la muerte a 30 personas e hirió a más de 8.300 personas.
Fechada el 8 de diciembre de 2003 y dirigida a la presidencia de la República y al Ministro del Interior, la primera carta llegó el 11 de diciembre. El 29 de enero llegó otra misiva. La tercera se recibió el 13 de febrero. Pero el 17 de febrero, cuando AZF advirtió de la colocación de una bomba en las líneas férreas francesas, el Gobierno se dio cuenta de que debía tomar esta grave amenaza muy en serio. Hasta ese momento, la historia no parecía ser más que el maquiavélico plan de un desequilibrado o una broma pesada de estudiantes, y no el chantaje directo, sonrojante y descarado de una organización terrorista estructurada. "La fraseología utilizada no es la de una acción terrorista en el sentido en el que la entendemos habitualmente", afirmó Claude Guéant, director del gabinete del Ministro del Interior francés. Cualquier relación de la banda AZF con Al Qaida o los movimientos separatistas corso, vasco o bretón, quedó descartada por los investigadores, así como ciertos grupúsculos del estilo de las Brigadas Rojas, ya que todos ellos suelen golpear antes de cualquier hacer ninguna reivindicación.
Las tres llamadas telefónicas recibidas por el ministro del Interior también constituyen otra fuente de investigación. La primera conexión, de tan sólo 15 segundos, se realizó desde una cabina en la estación de trenes de Lyon. "De parte de AZF: hace falta que os deis prisa", advirtió una voz femenina. Al día siguiente, desde una cabina de la Place du Marche, en la localidad de Meaux, la misma voz femenina –al parecer corresponde a una mujer de alrededor de 35 años, sin acento-, se puso de acuerdo con su interlocutor acerca del lugar desde el que debía despegar el helicóptero. La azotea de la Torre Montparnasse (París) se juzgó imposible, ya que resulta muy peligroso, así que convinieron en que despegaría desde Velizy. Al cabo de 43 segundos, la conversación se interrumpió brutalmente: "Tenemos la impresión de que alguien más estaba con la mujer", aseguró una agente de la policía francesa. La tercera llamada llegó el 1 de marzo, a las 17:20 horas, desde una cabina en Solterre, cerca de Montargis. 
Pocos indicios y numerosas hipótesis
La primera teoría con la que se especula es el origen militar de los chantajistas, ya que "la fabricación de la bomba y la forma en la que estaba oculta hacen pensar en comandos militares", según aseguraron fuentes próximas a la investigación. Otro perfil posible: un grupo de profesores de física y química de alguna escuela técnica, sin duda ayudados por la lectura de algún manual de la Segunda Guerra Mundial que describa ese tipo de técnicas de sabotaje. "Tendrían a la vez el conocimiento teórico para concebir este artefacto explosivo y la técnica necesaria y los elementos para fabricarlo correctamente", aseguraron las mismas fuentes. 
La segunda hipótesis, que también está siendo analizada por la policía, conduce a algún grupo de activistas altermundialistas. En los correos, AZF da la impresión de querer ridiculizar a la policía y desestabilizar al Estado francés. La creación creado nuevas técnicas de enfrentarse con las fuerzas del orden, ciertos activistas extremistas podrían estar inventando una nueva forma de terrorismo. 
En tercer lugar se baraja la posibilidad de que se trate de una secta cuyo máximo dirigente se hace llamar con el diminutivo Suzy. En la última semana de marzo de 2004, las autoridades francesas habían confeccionado una lista de diversos sospechosos puestos bajo escucha: miembros de sectas, altermundialistas, exmilitares, etc. La Dirección Nacional de Lucha Antiterrorista (DNAT) había previsto una serie de actuaciones en la primera semana de marzo, pero esta dudosa operación no obtuvo el necesario permiso por parte del Ejecutivo galo.